# 白标唱片

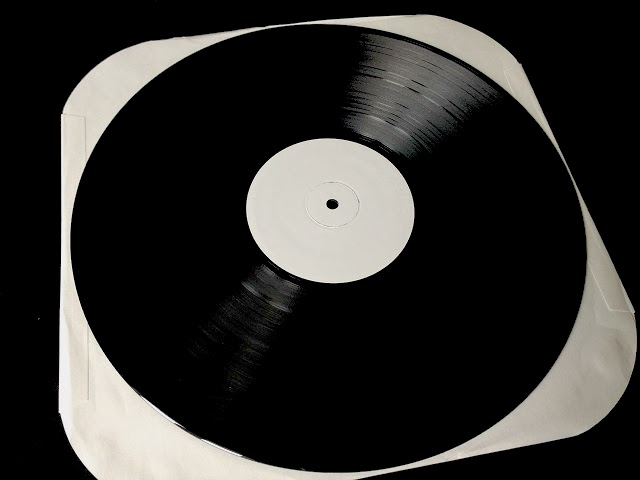
一张简易包装的12英寸白标黑胶唱片

白標唱片（英語：White Label）指的是附有白色標籤的黑膠唱片。白標唱片有幾種不同的版本，每種版本都有不同的目的，主要包括：試壓白標唱片、促銷白標唱片和簡易白標唱片。

## 主要類型

### 試壓版
試壓版白標唱片通常會在標籤上印有“試壓（test pressing）”的字樣，同時還會印有目錄號、藝術家、錄製時間和日期等。這些通常是工廠生產的第一批唱片，此類唱片的數量很少（通常是5張到6張），用於在批量生產之前測試光盤的質量。對試壓盤的審查通常會暴露磁帶到光盤（母帶製作）轉錄時的質量問題，並且有助於確保有缺陷的唱片不會流落到市場。

### 宣傳版
在美國，“白色標籤促銷唱片”指的是與正式銷售的商業唱片有著幾乎相同的文本、標籤標識和圖案，但是使用的是白色背景；而商業唱片使用的是彩色背景。這類唱片大約只印刷幾千張，然後還可能會附有包含歌手傳記及照片等附加資料。此類唱片通常是分發給記者、唱片經銷商和廣播電台，以評估消費者對此唱片的意見。

### 簡易版
簡易版白標唱片可以用於匿名宣傳新晉歌手或資深歌手的即將發行的專輯。在某些情況下，唱片公司發行白標唱片就是為了藏匿歌手（例如：翠西·勞爾茲和拉托亞·傑克森等）的名字，這樣電台或電視台的主持人就不會根據標籤上的歌手姓名對作品產生先入為主的印象。許多舞曲製作人為了測試舞廳人群對自己作品的真實反應，也會印製白標唱片。